# トロイメライ (ルルティアの曲)
「トロイメライ」は、ルルティアの6枚目のシングル。2003年11月29日に東芝EMIから発売された。

## 概要
自身初のアニメソングに起用され、テレビスポットもアニメの放送時間帯に積極的に放送された。オリコンチャートでは発売翌週に55位を記録した。これはオリコンチャートにおける自己最高順位である。
CD-EXTRAとしてタイトル曲「トロイメライ」のプロモーションビデオが収録されている。なおこのプロモーションビデオはアニメのDVD第1巻にも特典映像として収録されており、間接的ながら初めてプロモーションビデオがDVDとして映像作品化された。窪田崇による映像監督作品はこれが初めてであり、これをきっかけに以降窪田が監督する数々のメディア作品に楽曲が起用されることとなる。

## 収録曲
全曲、作詞・作曲:ルルティア　編曲:ルルティア・佐藤鷹
1. トロイメライ
  - テレビ東京系アニメ『ポポロクロイス』オープニングテーマ
  - 映画『人魚姫と王子』挿入歌
  - バラードナンバーで、オフィシャルサイトやポッドキャスティングで配信されているインターネットラジオ『RURUTIA Planet』では毎回オープニングとエンディングに使用されている。タイトルの「トロイメライ」はドイツ語で「夢」の意。プロモーションビデオはストーリー仕立てとなっており、楽曲の歌詞と世界観をイメージした内容になっている。
2. 月千一夜
  - テレビ東京系アニメ『ポポロクロイス』エンディングテーマ

「トロイメライ」とは対照的に、タイトルの「千一夜」通りアラビアンナイトを意識したサウンドとなっている。曲中には男性コーラスも起用している。

## CD-EXTRA
- 「トロイメライ」プロモーションビデオ
制作:PIPPIN
監督・脚本：窪田崇（PIPPIN）
出演：小林俊・的場邦子